# Probstzella
Probstzella est une commune allemande de l'arrondissement de Saalfeld-Rudolstadt, Land de Thuringe.

## Géographie
Probstzella se situe dans une vallée des monts de Thuringe, au sein du parc naturel (de), dans laquelle coule la Loquitz qui traverse la commune.
|                           | Saalfelder Höhe | Kaulsdorf         |
| Gräfenthal Reichmannsdorf | Probstzella     | Leutenberg        |
|                           | Ludwigsstadt    | Wurzbach Lehesten |

La commune comprend 20 quartiers :
| Quartier        | Nombre d'habitants | Superficie (km²) |
| --------------- | ------------------ | ---------------- |
| Arnsbach        | 177                | 1,30             |
| Döhlen          | 66                 | 1,94             |
| Gabe Gottes     | 59                 |                  |
| Großgeschwenda  | 155                | 6,25             |
| Kleinneundorf   | 70                 | 2,43             |
| Königsthal      | 77                 | 1,10             |
| Laasen          | 57                 | 4,31             |
| Lichtentanne    | 274                | 8,61             |
| Limbach         | 70                 | 3,63             |
| Marktgölitz     | 370                | 7,18             |
| Oberloquitz     | 200                | 6,05             |
| Pippelsdorf     | 68                 | 2,60             |
| Probstzella     | 1316               | 8,20             |
| Reichenbach     | 87                 | 3,44             |
| Roda/Wickendorf | 46                 | 2,25             |
| Schaderthal     | 92                 | 2,55             |
| Schlaga         | 49                 | 1,23             |
| Unterloquitz    | 239                | 5,81             |
| Zopten          | 174                | 4,08             |

## Histoire
En 1012, le roi Henri II offre le domaine de Saalfeld et l'Orlasenke à Ezzo, le comte palatin de Lotharingie. L'Orlasenke comprend Zella. Richezza, la fille d'Ezzo, reine de Pologne, en hérite et donne le domaine à l'archidiocèse de Cologne en 1056. En 1116, un prieuré (Probst) est fondé. Avec la sécularisation en 1553, il devient la possession du Landherrschaft.
Au cours de la guerre de Trente Ans, la peste frappe le village en 1627 et 1636. En 1678, le nom de Probstzella apparaît sur une carte.
Le village se développe pendant la première moitié du XXe siècle lorsque l'industriel Franz Itting met en service en 1909 la première centrale à charbon. En 1920, l'architecte Alfred Arndt fait bâtir la maison du peuple.
Vers la fin de la Seconde Guerre mondiale, une marche de la mort de prisonniers de Buchenwald s'arrête à Lichtentanne.
Après la guerre, Probstzella se trouve sur la frontière sud de la zone d'occupation soviétique, à partir de 1949 la RDA. À partir de 1954, la ville fait partie de la zone d'exclusion de cinq kilomètres, ce qui rend la visite par d'autres citoyens de la RDA presque impossible.Afin de prévenir l'exode croissant de citoyens et d'entrepreneurs vers la Bavière, on procède en 1952 et 1961à la délocalisation des "personnes politiquement peu fiables" à l'intérieur de la RDA. En 1976, la gare qui sert de point de contrôle pour les trains entre Munich et Berlin est agrandie. Après 1990, la gare perd sa fonction de poste frontière. Le bâtiment douanier, fermé et abandonné, est démoli en 2008.
En avril 1994, les municipalités de Roda (bei Leutenberg), Unterloquitz, Schaderthal, Reichenbach bei Unterloquitz, Oberloquitz, Lichtentanne, Laasen (bei Probstzella) et Großgeschwenda fusionnent avec Probstzella. Marktgölitz le fait en mars 2004.

## Infrastructure
Probstzella se trouve sur la Bundesstraße 85 et sur la ligne de Hochstadt-Marktzeuln à Probstzella, sur laquelle circule l'ICE-T.

## Personnalités liées à la commune
- Emanuel Schultze (1740–1809), missionnaire évangélique aux États-Unis.
- Johann August Friedrich Breithaupt (1791–1876), minéralogue
- Ludwig Greiner (1796–1882), expert forestier
- Helmut Dietrich (1922–1986), président de la Banque d'État de la RDA
- Hans-Joachim Lemnitzer (né en 1931), diplomate est-allemand
- Klaus Schneider (né en 1936), musicien de jazz
- Marko Wolfram (né en 1974), homme politique.

## Source, notes et références
- (de) Cet article est partiellement ou en totalité issu de l’article de Wikipédia en allemand intitulé « Probstzella » (voir la liste des auteurs).